# Samsung Galaxy A50
Samsung Galaxy A50 là một điện thoại Android thông minh 2 sim được sản xuất bởi Samsung Electronics. Ra mắt vào tháng 2 năm 2019 và bắt đầu phân phối bán đi vào tháng 3 năm 2019. Nó sử dụng hệ điều hành Android 9 (Pie) với giao diện người dùng One UI. Đồng thời có hai phiên bản là 64 GB và 128 GB (có hỗ trợ thẻ nhớ MicroSD) với viên pin dung lượng lên đến 4000 mAh.

## Thông số kỹ thuật

### Hệ điều hành và phần cứng
Galaxy A50 sử hệ điều hành Android 9 (Pie) với giao diện người dùng One UI và bộ phần mềm quen thuộc.
Chipset sử dụng chip Exynos 9610 (10 nm)
CPU sử dụng Octa-core (4x2.3 GHz Cortex-A73 & 4x1.7 GHz Cortex-A53) và Card đồ họa (GPU) là Mali-G72 MP3.

### Máy ảnh
Galaxy A50 có 3 camera mặt sau bao gồm một camera góc rộng 25MP, một camera thường 8MP và một camera đo chiều sâu 5MP.

### Kết nối
Có thể kết nối mạng di động 3G và 4G LTE.

### Các tính năng khác
Có hỗ trợ Samsung Pay (Mini) tùy theo từng khu vực. Hỗ trợ bảo mật vân tay (dưới màn hình), nhận diện khuôn mặt, có tính năng sạc pin nhanh (vui lòng không nhầm lẫn tính năng "sạc pin nhanh" với "sạc pin siêu nhanh" của Samsung chỉ hỗ trợ trên Galaxy A70 và Galaxy A80).

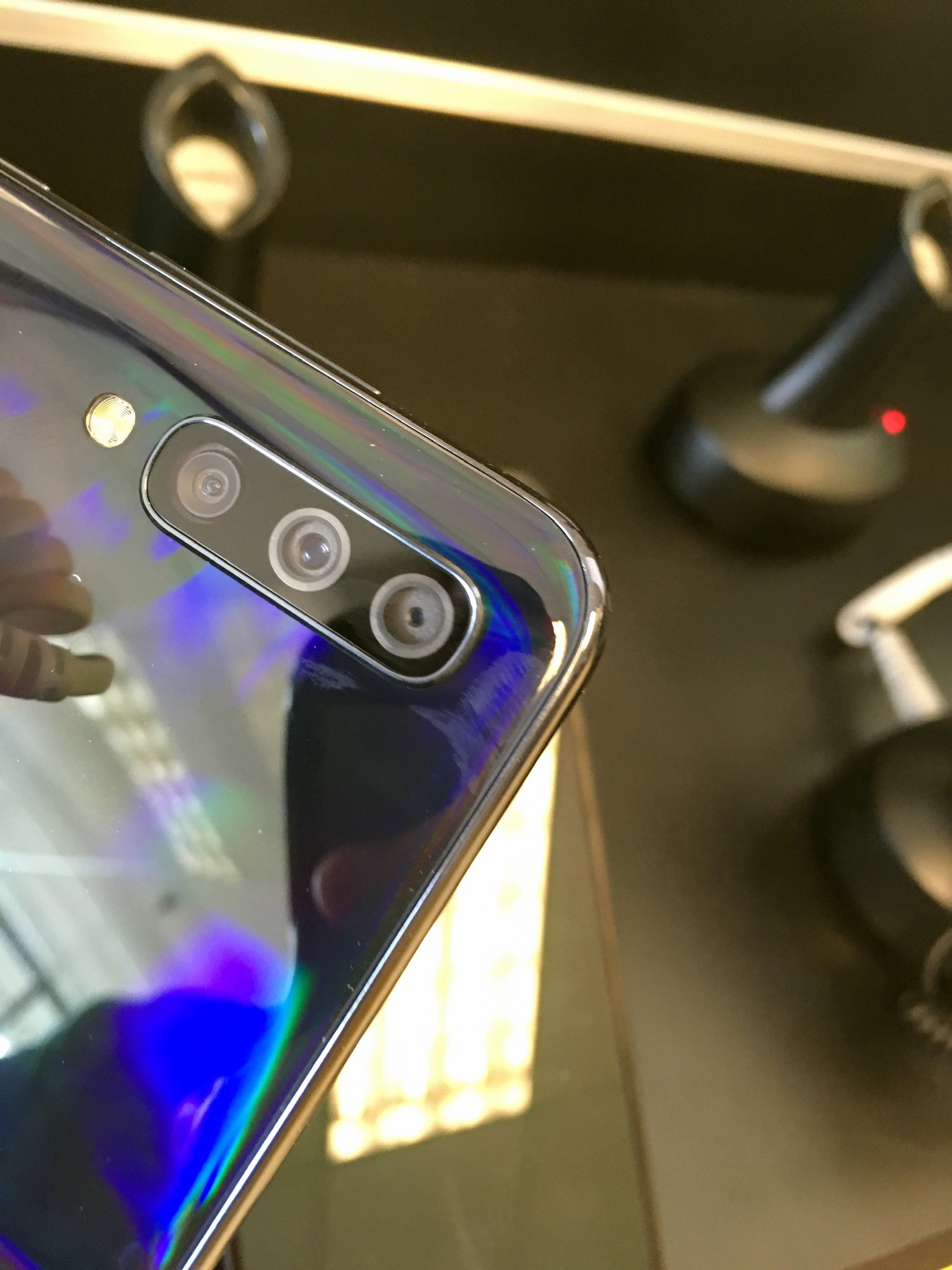
Mặt lưng của Galaxy A50 với 3 camera
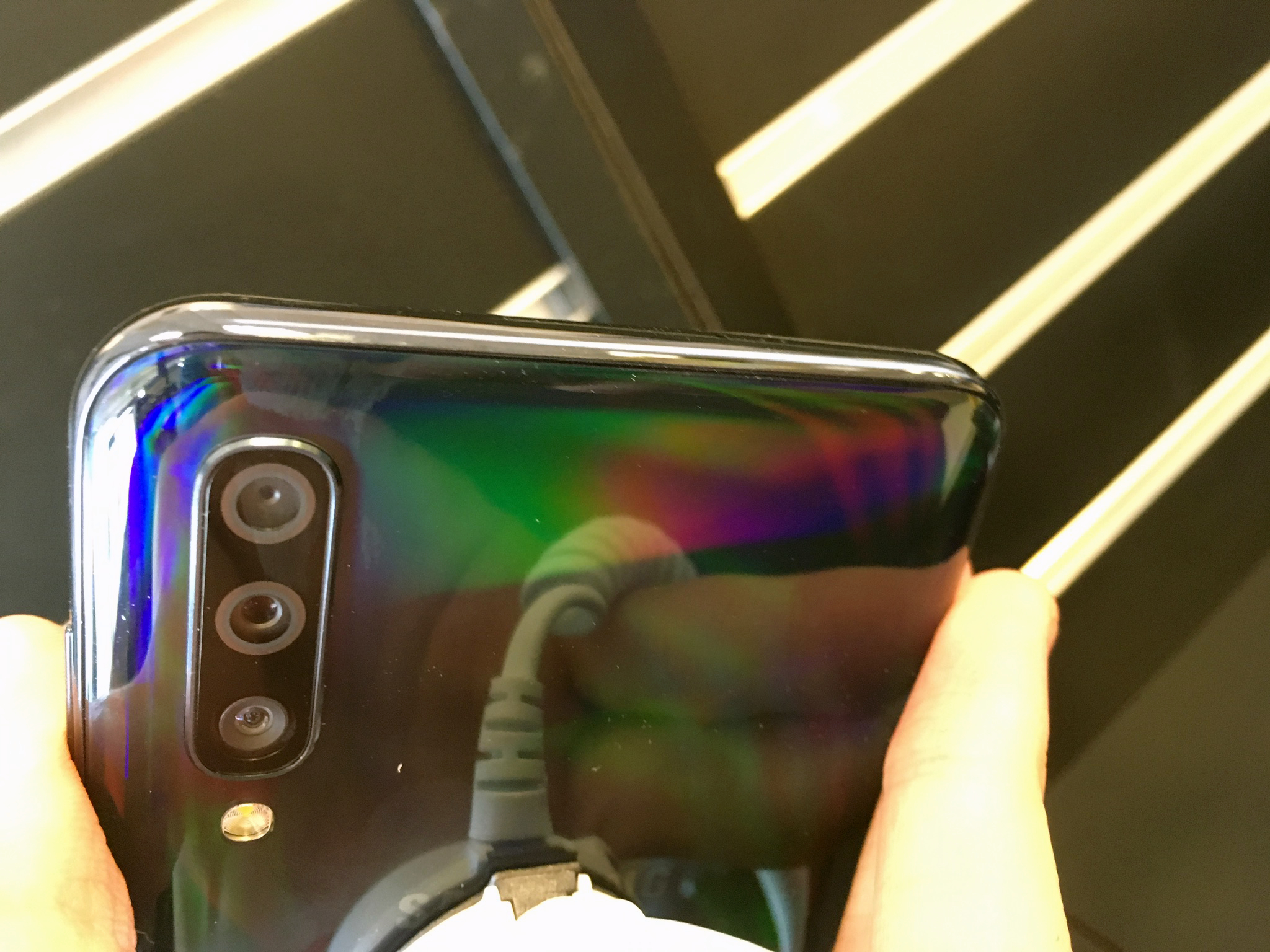
Mặt lưng của Galaxy A50 với 3 camera